# محمد جلاء إدريس
محمد جلاء محمد إدريس عبد العال مفكر وباحث مصري، متخصص في الدراسات العبرية، رئيس قسم اللغة العربية في جامعة طنطا.

## دراسته ومؤهلاته العلمية
ولد محمد جلاء إدريس في 14 يونيو/حزيران 1953م، في محافظة المنيا بمصر وكان تعليمه الأولي قد اتمه في مدارسها. ثم واصل دراسته الجامعية فالتحق بكلية الآداب القسم العبري في جامعة القاهرة وتخرج عام 1975م، حاصلاً منها على شهادة الليسانس (بكالوريوس) بتقدير جيد جداً. ثم حصل على دبلوم في اللغويات من معهد اللغويات، وكذلك الماجستير في الأدب العربي-العبري المقارن، من جامعة ليدز عام 1985م، وكان عنوان رسالته «التأثير العربي في الأدب العبري الحديث». وبعدها واصل دراسة الدكتوراه في جامعة طنطا بالاشراف العلمي المشترك مع جامعة ليدز ببريطانيا وكانت أطروحة الدكتوراه في الأدب المقارن بعنوان «البيئة العربية كما صورها القصاصون العراقيون اليهود في كتاباتهم العربية والعبرية في النصف الثاني من القرن العشرين» ونال من خلالها الدكتوراه عام 1990م.

## عمله
في عام 1986م، عمل مدرساً مساعداً في جامعة طنطا، ثم أصبح مدرساً في عام 1990م، وبعدها أستاذاً مساعداً عام 1994م، واصبح أستاذاً عام 1999م، وأستاذاً متفرغاٌ عام 2013م، ليكون رئيساً لقسم اللغة العربية في نفس الجامعة.
وكان عضواً في اللجنة العلمية الدائمة لترقية الأساتذة والأساتذة المساعدين للغات الشرقية (2013-2019). وكان عضواً بلجنة المحكمين في اللغات الشرقية للفترة (2008-2011) بالمجلس الأعلى للجامعات. وكذلك رئيس مجلس إدارة جمعية خريجي أقسام اللغات الشرقية بالجامعات المصرية. والمنسق الأكاديمي لمركز تعليم اللغة العربية للأجانب بجامعة طنطا. والمشرف على مركز تعليم اللغة العربية لغير الناطقين بها في كلية الآداب بجامعة طنطا.كما كان مديراً لوحدة تعليم اللغات الشرقية في مركز الخدمة العامة بكلية الآداب في جامعة طنطا. ونائب رئيس لجنة تطوير وإدارة مكتبات الجامعة الإسلامية العالمية في إسلام آباد. وشغل منصب نائب رئيس هيئة تحرير حولية الجامعة الإسلامية العالمية في إسلام آباد للفترة (1995-1998). وعمل رئيساً لتحرير مجلة الدراسات الشرقية والتي تصدر عن جمعية خريجي أقسام اللغة الشرقية في الجامعات المصرية وهي مجلة علمية نصف سنوية محكمة ومقرها في القاهرة للفترة (1998-2019).

## مؤلفاته
- مذبحة المخيمات (1984).[2]
- قضايا الأدب المقارن في إطار الدراسات السامية (1992).[3]
- الشخصية اليهودية: دراسة أدبية مقارنة بين روايتي ايفانهو لسكوت وأحمد وداود لفتحي غانم (1993).[4]
- يهود الفلاشا: أصولهم ومعتقداتهم وعلاقاتهم بإسرائيل (1993).
- مناهج البحث العلمي نظرياً وتطبيقياً (1998).
- فلسفة الحرب في الفكر الديني الإسرائيلي (2001).
- أورشليم القدس في الفكر الديني الإسرائيلي (2001).
- الفعل: دراسة مقارنة بين العربية والعبرية (2003).
- الإستشراق الإسرائيلي في الدراسات العبرية المعاصرة (2003).
- مؤثرات عربية وإسلامية في الأدب الإسرائيلي المعاصر (2003).
- العلاقات الحضارية: دراسة تأصيلية ورؤية نقدية (2003).
- الأنا والآخر في الأدب الأنثوي: دراسة حول إبداع المرأة في الفن القصصي (2003).
- الأدب السعودي الحديث (2006).
- أصحاب السبت (2006).
- حقوق الإنسان في التراث الغربي والإسلام (2006) بالاشتراك مع زوجته الدكتورة آمال عبد الرحمن ربيع.[5]
- الإسرائيليات في مرويات محمد بن إسحاق: دراسة تطبيقية في كتاب المبتدأ في قصص الأنبياء (2014).[6]
- الإسرائيليات في فتح الباري بشرح صحيح البخاري لإبن حجر العسقلاني (ت 852 ه‍) (2015).[7]

## أبحاثه
- الألفاظ المقترضة في الألفاظ العبرية الدارجة (1991).
- الكيبوتس في كتابات أمنون شموس (1993).
- التراكيب السياقية لكلمة بيت في اللغة العبرية (1993).
- الحرب في التاناخ (أسفار العهد القديم) (1994).
- قضايا ومشكلات الترجمة الأدبية من العربية إلى العبرية، دراسة تطبيقية تحليلية (1995).
- صورة اليهودي الشرقي في الأدب العبري الحديث (1996).
- نجيب محفوظ في الصحافة الأدبية العبرية في إسرائيل (1996).
- المصطلح القرآني في نقد التوراة، دراسة تطبيقية في ضوء نهج نقد النص (1996).
- صورة البدوي في القصة العبرية الحديثة (1997).
- معجم مصطلحات مقارنة الأديان (1997).
- الإستيطان في الفكر الإسرائيلي (1998).
- مفهوم الإبادة (الهولوكوست) في أسفار العهد القديم (1998).
- قضية اللغة في الأدب المقارن (1999).
- التجربة المسرحية في أدب سمير نقاش: «ظواهر شائعة جداً- نموذجاً» (2001).
- المعاجم (2001).
- تأثير حرب أكتوبر على اليهود الشرقيين من خلال الرواية العبرية الحديثة عند سامي ميخائيل، في: أعمال ندوة حرب أكتوبر وتأثيرها على الأدب والمجتمع الإسرائيلي (2002).
- صورة الشهيد في شعر انتفاضة الأقصى في: قراءات في اللغة والأدب (2002).
- حول إمكانية الاستفادة من مناهج الأدب المقارن في الدراسات العربية- الإسرائيلية (2002).
- صورة اليهودي المتدين في الرواية العبرية المعاصرة، دراسة لرواية العاشق للكاتب أ.ب.يهوشواع (2003).
- صورة المرأة في الأمثال اليهودية في المغرب (2003).
- أهمية تعريب المصطلحات (2003).
- الآخر في التراث الديني اليهودي، قراءة للعلاقات الحضارية في أسفار العهد القديم (2003).
- الإستدراك على السيوطي فيما نسبه من المعرب في القرآن الكريم إلى العبرية والسريانية (2006).
- قضايا المرأة في أدب المرأة (2007).
- صورة اليهودي في ديوان أبي إسحاق الألبيري (2007).
- ألتناص والأدب المقارن (2011).

## المؤتمرات
- ندوة تناقش أهم المشكلات وعلى رأسها الإدمان - الغربية - مصر (2000).
- المؤتمر العربي السنوي الثامن لجمعية لسان العرب - القاهرة - مصر (2001).
- مؤتمر اللغة العربية بعنوان تعليم اللغة العربية لغير الناطقين بها - باكو - أذربيجان (2008).[8]

## حياته الشخصية
في عام 1978م، تزوج من الدكتورة آمال محمد عبد الرحمن ربيع الجيزي استاذة اللغة العبرية بكلية دار العلوم في جامعة القاهرة فرع الفيوم والتي أصبحت لاحقاً جامعة الفيوم، وانجب منها المهندس عبد الرحمن، والدكتور المهندس عبد الله اختصاص هندسة جيوتقنية، والمهندسة أمينة.

## وفاته
بعد صراع مرير مع المرض توفي الدكتور محمد جلاء إدريس صباح يوم الخميس 12مارس/آذار 2020 م، عن عمر ناهز (66) عاماً. وقد نعته جريدة الأهرام المصرية بعددها المرقم 28618 والصادرة بتاريخ 2020/3/15م، الموافق 20 رجب 1441ه‍.